# Scharyn
Der Scharyn (kasachisch Шарын, russisch Чарын (Tscharyn)) ist ein linker Nebenfluss des Ili im Gebiet Almaty in Kasachstan.
Der Scharyn entspringt am Südhang des Ketmen-Gebirges (Хребет Кетмень). Im Oberlauf heißt er auch Scholkodagsu (Шолкодагсу), im Mittellauf Kegen (Кеген). Er fließt anfangs in westlicher Richtung durch ein Hochtal. Der Scharyn erreicht später den Moinak-Stausee. Das zugehörige Wasserkraftwerk hat eine Leistung von 300 MW. Nun wendet sich der Fluss nach Nordosten und durchfließt die im Scharyn-Nationalpark gelegene Scharyn-Schlucht. Schließlich erreicht der Scharyn den Ili, in welchen er linksseitig mündet. Der Scharyn hat eine Länge von 427 km. Er entwässert ein Areal von 7720 km². In den Wintermonaten ist der Scharyn eisbedeckt. Das Wasser des Flusses wird zur Bewässerung genutzt.